# ペイティーエム
ペイティーエム(Paytm)はインドのフィンテック企業。親会社のOne97 Communicationsにより2010年に設立された。インドを中心に3億5000万人のアクティブユーザーを抱えている。同社は電子チケット販売、Eコマース、ネット銀行、オンラインゲームなどの事業も展開している。日本のフィンテック企業PAYPAYへの技術提供を行っている。

## 歴史

### 背景
Paytmは、2010年にOne97 Communications Limitedによってプリペイド式モバイルリチャージサイトとして設立された。インタビューで、創業者のシャルマは、中国訪問中に野菜の売り手が携帯電話を使って一部の顧客から支払いを受けるのを見てインスピレーションを得たと述べ、これによりシャルマは2013年に「Paytm wallet」を設立した。
2013年に同社はPaytm Walletを開始した。2016年11月時点でPaytm Walletは、インド最大のモバイル決済サービスプラットフォームとなっており、1億5000万以上のウオレットと、Androidベースのアプリが7500万件ダウンロードされている 。このサービスの利用の急増は、主に500ルピーと1000ルピーの法定通貨の廃貨によるものであった 。2016年11月8日以降、Paytmの取引と利益は大幅に増加した
Paytmは、三輪タクシーの配車サービスと地元商店からのオンデマンド配達サービスを行う企業「Jugnoo」に500万ドルを投資した 。同社はまた、デリーに本拠を置く消費者行動予測プラットフォーム「Shifu」を800万ドルで 地元のサービススタートアップ「Near.in」を200万ドルで買収した

### 出資
2015年3月、インドの実業家ラタン・タタはPaytmに個人的な投資を行った 。同月にアリババグループの金融子会社「アント・フィナンシャル」が戦略的合意の一部としてOne97の株式の25%を取得した後、Paytmはアリババグループから5億7500万ドルの出資を受けた 。2016年3月にPaytmは運営資金としてICICI銀行から30億ルピーを借りた。2017年5月18日にインド経済圏において最大の出資の一つとなったソフトバンクグループのPaytmへの14億ドル出資により、Paytmの企業価値が48億ドルから80億ドルに上昇した 。またソフトバンクはOne97の取締役会に1席を得た。今日までのソフトバンクのインドにおける最大の投資となった。Paytmはアリババとアント・フィナンシャルから5億ドルを調達していた2018年8月28日バークシャー・ハサウェイが250億ルピーを出資し3～4％株式を取得。企業価値は100億ドル超の評価を受けた。2023年2月にアリババはOne97の全株式の売却を行った。

### 決済銀行
2015年にPaytmはインド準備銀行からインドの最初の決済銀行「Paytm Payments Bank Limited」を始めるライセンスを獲得した 。当時は現時点では、デビットカード、貯蓄口座、オンラインバンキング、送金などの新しいサービスを提供するためにPaytmの既存のユーザー層を使用して、キャッシュレス経済を実現することを意図していた。決済銀行は創業者のビジャイ・シェカル・シャルマが51％、One97 Communicationsが39％、10％がOne97とシャルマの子会社によって保有される独立した企業である

### 近年
- 2016年 - 高額紙幣廃止で電子マネーの需要が伸びたことにより急速に利用者が拡大した。
- 2016年8月 - 台湾を拠点とするMediaTekの投資ファンドの一つマウンテン・キャピタルから出資を受け、Paytmの企業価値は50億ドル以上と評価された。
- 2017年3月 - カナダで請求書支払いサービスを開始した[30][31]
- 2017年5月 - Paytm E-Walletユーザー向けにPaytm決済銀行を開設した。
- 2017年6月 - Economics TimesはPayTMがユーザーが現金を保管して利息を得ることを可能にするマネー・マーケット・ファンドを設立するライセンスを求めていると報じた。同社は現在、ファンドの設立のためにインドの準備銀行へ申請を済ませており、承認を待っている状態である。
  - PayTMはまた、3000万ドルで「Insider.in」の株式の過半数を取得するための会談状態であると報告されている。Insider.inは、イベントや物件向けのインドの主要なプラットフォームの1つである。 
  - 最近開設されたノイダに拠点を置く電子商店街組織「Paytm Mall」は、1000台以上の車と二輪車販売店のカタログを電子化してオンライン利用とオフライン販売を増やしていることを確認した。
- 2017年7月 - Paytmは、イベントや物件の向けのインドの主要な発券プラットフォームである「Insider.in」の株式の大半を取得することにより、ユーザーがイベントを探し即座に予約することを可能にした。
- 2018年 -コード決済「PayPay」は、ソフトバンクとヤフーの合同会社であり、技術提供はPaytmが行なっている。
- 2021年 - 7月にインド国内の証券取引所に上場申請。10月末に申請許可が下りる[32][33]。1500億ルピー（約2270億円）強を市場から集めた国営石炭会社コール・インディアを抜き、インド国内過去最大規模のIPOを予定[34]。
- 2023年 - 2月にアリババがOne97の全株式を売却[28]。
- 2024年 - 7月にソフトバンクグループがone97の全株式を売却[35]。

## サービスと製品
PaytmのサービスはブラウザーとAndroid、Windows及びiOSオペレーティングシステムを通じて利用できる。
Paytmは、統合された請求書支払いシステム「Bharat Bill Payment System」の運営ユニットとしても承認され、消費者向けに複数の支払いモードが可能になっている

### Paytm Wallet
Paytm Walletアプリケーションを使用すると、航空券やタクシーの予約、モバイル充電のほか、DTH、ブロードバンド通信料、電気代の支払いなどができる。送金機能はモバイルユーザーのみ使用でき、デスクトップでは使用できない 。ユーザーは「Indian Oil Petrol pumps」で燃料代を支払い、ウォレットを通じてPVRシネマで映画券を購入することもできる。

### 製品
電子機器、家電製品、携帯電話、衣料品などを含む多様なカテゴリーの商品をPayTMから購入することができる。2017年には、バイク、車、デジタルゴールドの予約が最近追加された。